# News of the World
 Тази статия е за албума.  За весника вижте News of the World (вестник).  
News of the World е шестият студиен албум на британската рок група Куийн, издаден през 1977 година.
С хитовете We Will Rock You, We Are The Champions и Spread Your Wings албумът става платинен в Обединеното кралство, четири пъти платинен в САЩ и постига високи сертификати по света.
News of the World е вторият албум, който се издава единствено от групата (първият е A Day at the Races), и е записан в Sarm West and Wessex Studios в Англия с копродуцент Майк Стоун.

## История
След издаването на A Day at the Races Куийн самостоятелно продуцира последващите издания във връзка с A Night at the Opera и Bohemian Rhapsody, след като получава от някои критики, че A Day at the Races е „скучен“, Куийн решава да пренасочи фокуса си към издаването на следващия си албум.
След приключване на турнето на A Day at the Races квартетът отново влиза в студио, за да започне работа по шестия си студиен албум през юли 1977 г. с Майк Стоун като асистент-продуцент в Basing Street Studios Уесекс, Лондон. Групата приключва записването и издаването на албума два месеца по-късно през септември и издава албума на 28 октомври. Албумът, в сравнение с предишния, е с по-тежък и с по-комерсиален звук, а многопластовите вокални хармонии липсват. Първоначално критичната реакция около албума е смесена, а някои са по-скоро отрицателни коментира, че групата отново излиза със „скучен“ албум. Въпреки това, както на синглте от албума били издадени, продажбите бързо се подобряват.

## Списък на песните
Страна А
1. We Will Rock You (Мей) – 2:01
2. We Are the Champions (Меркюри) – 3:00
3. Sheer Heart Attack (Тейлър) – 3:24
4. All Dead, All Dead (Мей) – 3:10
5. Spread Your Wings (Дийкън) – 4:36
6. Fight from the Inside (Тейлър) – 3:02

Страна Б
1. Get Down, Make Love (Меркюри) – 3:51
2. Sleeping on the Sidewalk (Мей) – 3:05
3. Who Needs You (Дийкън) – 3:07
4. It’s Late (Мей) – 6:26
5. My Melancholy Blues (Меркюри) – 3:33

## Състав
- Фреди Меркюри – водещи и беквокали, пиано, джангъл пиано
- Брайън Мей – китари, беквокали, пиано
- Роджър Тейлър – барабани, перкусия, беквокали,
- Джон Дийкън – бас